# Louis Varney (Komponist)

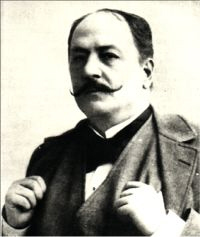
Louis Varney, vor 1900

Louis Varney (* 30. Mai 1844 in New Orleans; † 20. August 1908 in Paris) war ein französischer Komponist.
Der Sohn des Komponisten und Dirigenten Adolphe Varney wurde nach dem Deutsch-Französischen Krieg Dirigent am Theater L’Athénée-Comique, für das er auch mehrere Revuen (u. a. De bric et de broc) komponierte.
Louis Cantin, der Direktor des Théâtre des Bouffes-Parisiens, beauftragte ihn mit der Komposition eines Librettos, das Paul Ferrier und Jules Prével nach dem Vaudeville L'habit ne fait pas le moine verfasst hatten. Die Uraufführung der Operette Les Mousquetaires au couvent im März 1880 wurde ein triumphaler Erfolg, mit dem sich Varney als Operettenkomponist in Paris etablierte.
Varney komponierte etwa vierzig Operetten, darunter überaus erfolgreiche Werke wie Fanfan la Tulipe (1882), Babolin (1885), Les Petits Mousquetaires (1885), La falote (1896), Le papa de Francine (1896) und L’âge d’or. Daneben komponierte er auch einige Ballett-Pantomimen (u. a. Princesse Idéa, 1895).

## Werke
- De bric et de broc (Libretto: Louis François Clairville, Armand Liorat), Revue, 1876
- II signor Pulcinella (Libretto: Frantz Beauvallet, Marc Leprévost), Bouffonnerie musicale, 1876
- Babel revue (Libretto: Paul Burani, Edouard Philippe), 1879
- Les Amoureux de Boulotte (Libretto: Paul Albert, P. Calixte), Operette, 1870
- Les Sirènes de Bougival (Libretto: Amédée de Jallais), Operette, 1879
- Les mousquetaires au couvent (Libretto: Paul Ferrier, Jules Prével), 1880
- La reine des Halles (Libretto: Alfred Delacour, Victor Bernard, Paul Burani), Operette, 1881
- Coquelicot (Libretto: Armand Silvestre), Operette, 1882
- La petite reinette (Libretto: William Busnach, Charles Clairville), Operette, 1882
- Fanfan la tulipe (Libretto: Paul Ferrier, Jules Prével), Operette, 1882
- Babolin (Libretto: Paul Ferrier, Jules Prével), Operette, 1884
- Joséphine (Libretto: Albert Millaud), Operette, 1884
- Les petits mousquetaires (Libretto: Paul Ferrier, Jules Prével), Operette, 1885
- L’amour mouillé (Libretto: Jules Prével, Armand Liorat), Operette, 1887
- Dix jours aux Pyrénées (Libretto: Paul Ferrier), Operette, 1887
- Divorcée (Libretto: Raoul Toché), Operette, 1888
- La japonaise (Libretto: Albert Millaud, Émile de Najac), Operette, 1888
- La Vénus d’Arles (Libretto: Paul Ferrier, Armand Liorat), Operette, 1889
- La fée aux chèvres (Libretto: Paul Ferrier, Albert Vanloo), Operette, 1890
- La fille de Fanchon la vielleuse (Libretto: Armand Liorat, William Busnach, Jules Prével, A. Fonteny); Operette, 1891
- La femme de Narcisse (Libretto: Fabrice Carré), Operette, 1892
- Le brillant Achille (Libretto: Charles Clairville, Ferdinand Bessier), Operette, 1892
- Miss Robinson (Libretto: Paul Ferrier), Operette, 1892
- Cliquette (Libretto: Charles Clairville, William Busnach), Operette, 1893
- Les forains (Libretto: Maxime Boucheron, Antony Mars), Operette, 1894
- La fille de Paillasse (Libretto: Armand Liorat, Louis Leloir), Operette, 1894
- Les petites Brebis (Libretto: Armand Liorat); Operette, 1895
- La belle épicière (Libretto: Pierre Decourcelle, Henri Kéroul), Operette, 1895
- La falote (Libretto: Armand Liorat, Maurice Ordonneau), Operette, 1896
- Le papa de Francine (Libretto: Victor de Cottens, Paul Gavault), Operette, 1896
- Le pompier de service (Libretto: Victor de Cottens, Paul Gavault), Operette, 1897
- Pour sa couronne (Libretto: Fordyce), Operette, 1897
- Les demoiselles des Saint-Cyriens (mit Ludwig Engländer, Libretto: Paul Gavault, Victor de Cottens); Operette, 1898
- La tour de bois (Libretto: Jules Oudot, Henri de Gorsse), Operette, 1898
- Les petites Barnett (Libretto: Paul Gavault), Operette, 1898
- La fiancée de Thylda (Libretto: Victor de Cottens, Robert Charvay), Operette, 1900
- Frégolinette (Libretto: Victor de Cottens), Operette, 1900
- Mademoiselle George (Libretto: Victor de Cottens, Pierre Véber), Operette, 1900
- Princesse Bébé (Libretto: Pierre Decourcelle, Georges Berr), Operette, 1902
- Le Voyage avant la noce (Libretto: Victor de Cottens, Robert Charvay), Operette, 1902
- Le chien du régiment (Libretto: Pierre Decourcelle), Operette, 1902
- L’âge d’or (Libretto by Georges Feydeau, Maurice Desvallières), Feenspiel, 1905

| Personendaten    | Personendaten           |
| ---------------- | ----------------------- |
| NAME             | Varney, Louis           |
| KURZBESCHREIBUNG | französischer Komponist |
| GEBURTSDATUM     | 30. Mai 1844            |
| GEBURTSORT       | New Orleans             |
| STERBEDATUM      | 20. August 1908         |
| STERBEORT        | Paris                   |